# Marktheidenfeld (Marktheidenfeld)
Marktheidenfeld ist ein Gemeindeteil der Stadt Marktheidenfeld im unterfränkischen Landkreis Main-Spessart in Bayern.

## Geographie

### Geographische Lage
Die Stadt liegt zwischen Aschaffenburg und Würzburg an der Bundesstraße 8.

### Nachbargemarkungen
Die Gemarkung von Marktheidenfeld grenzt im Uhrzeigersinn im Norden beginnend an die Gemarkungen folgender Orte:
- Zimmern
- Karbach
- Erlenbach
- Lengfurt
- Trennfeld
- Glasofen
- Hafenlohr

### Gewässer
Auf dem Gemarkungsgebiet mündet von links der Erlenbach im Ortsbereich, und von rechts der Eichenfürster Bach außerhalb des Ortsbereichs in den Main.

## Geschichte

### Bis zur Gemeindebildung
Heidenfeld dürfte während der fränkischen Landnahme in der ersten Hälfte des 8. Jahrhunderts entstanden sein. Schon vor 855 gehörte der Ort dem Kloster Holzkirchen, das seit dieser Zeit zur Abtei Fulda gehörte. Die Grafen von Wertheim als Vögte des Klosters Holzkirchen erlangten Ende des 13. Jahrhunderts auch die Vogtei über Heidenfeld. 1397 wurde Marktheidenfeld erstmals als Stadt („oppidum“) bezeichnet. Zutreffender ist die Bezeichnung „Marckflecken“, die sich 1612 nachweisen lässt. Zwischen 1522 und 1530 wurde in der Grafschaft Wertheim und damit auch in Marktheidenfeld die Reformation eingeführt. 1612 wurde Heidenfeld nach der Würzburg-Wertheimer Fehde (1599 bis 1617) als würzburgisches Lehen eingezogen, es begann die Gegenreformation unter dem Pfarrer Johannes Molitor (1576–1639). 1632 bis 1634 war der Ort nach den Siegen der Schweden wieder kurz protestantisch, danach gehörte der Ort zum Hochstift Würzburg. 1649 ist erstmals die Bezeichnung Marktheidenfeld belegt, als Unterscheidung zum ebenfalls zum Hochstift Würzburg gehörigen Kloster Heidenfeld bei Schweinfurt. Das Amt des Hochstiftes Würzburg wurde 1803 zugunsten Bayerns säkularisiert, in einem Grenzbereinigungsvertrag 1807 dem Großherzogtum Würzburg überlassen, mit dem es 1814 endgültig an Bayern fiel. 1814 wurde Marktheidenfeld Sitz des Landgerichts Homburg, Vorläufer des Landgerichts Marktheidenfeld. Im Zuge der Verwaltungsreformen in Bayern entstand mit dem Zweiten Gemeindeedikt am 17. Mai 1818 die Marktgemeinde Marktheidenfeld.

### 20. Jahrhundert
1975 wurde in Marktheidenfeld der Bund für Umwelt und Naturschutz Deutschland gegründet.
Am 13. Oktober 1984 kam es in Marktheidenfeld zu einer Demonstration mit 700 bis 1000 Teilnehmern, die gegen die Traditionstreffen der 4. SS-Polizei-Panzergrenadier-Division in der Stadt protestierten. Ende der 1950er-Jahre hatte die Stadt aus Gründen der Fremdenverkehrsförderung zugesagt, dieses Treffen organisatorisch zu unterstützen. Kamen anfänglich noch etwa 150 Teilnehmer, so wuchs die Veranstaltung bald auf etwa 400 Teilnehmer. Auch die „Hilfsgemeinschaft auf Gegenseitigkeit der Angehörigen der ehemaligen Waffen-SS“, die unter Beobachtung des Verfassungsschutzes stand und von diesem als nationalsozialistisch eingestuft wurde, nahm an den Treffen teil. Über 800 Menschen verlangten per Unterschrift ein Ende des offiziellen Status des Treffens, was jedoch von Stadtrat und Kreistag zunächst abgelehnt wurde. Im Zuge der zunehmenden Proteste, die unter anderem vom DGB, der SPD, den Grünen, der IG Metall, kirchlichen Jugend- und Studentengruppen und NS-Verfolgtenorganisationen organisiert wurden, wurde das Treffen eingestellt.

### Einwohnerentwicklung
Etwa 530 Einwohner im Jahre 1542, etwa 730/800 gegen Ende des 16. Jahrhunderts, 630 im Jahre 1633 und bis zum Ende des Dreißigjährigen Krieges 1648 wohl etwa 500/550. 1673 wohnten wieder etwa 700, 1720 bereits rund 1100 Einwohner in Marktheidenfeld.
Ab 1920
- 1920: 2058 Einwohner
- 1925: 2030 Einwohner
- 1933: 2232 Einwohner
- 1938: 2687 Einwohner
- 1946: 4302 Einwohner
- 1961: 4847 Einwohner
- 1970: 6368 Einwohner

Am 31. Dezember 2023 hatte Marktheidenfeld 9588 Einwohner. Die Kernstadt ist die einwohnerreichste Gemarkung im Landkreis Main-Spessart.

## Religion
Marktheidenfeld ist in konfessioneller Hinsicht katholisch geprägt. Die Pfarrei St. Josef gehört zum Dekanat Lohr (Bistum Würzburg). Daneben gibt es noch die evangelisch-lutherische Friedenskirche, die dem Evangelisch-Lutherischen Dekanat Lohr am Main angehört.

## Verkehr
Die Bahnstrecke Lohr–Wertheim führte durch Marktheidenfeld.